# Zampogna a paru
La zampogna a paru o zampogna a paro (in particolare in provincia di Reggio Calabria anche: uso antico e nell'area delle Serre calabresi: terzalora e ciaramedda o ciarameja ) è un tipo di cornamusa italiana diffusa in Calabria nelle province di Catanzaro, Vibo Valentia e Reggio Calabria e in Sicilia.

## Descrizione
La tipologia di zampogna è di dimensioni medio-grandi con ancia semplice (diffusa nell'area sud della Calabria), doppia (diffusa nell'area settentrionale della Calabria, la provincia di Catanzaro) o mista (diffusa nell'intersezione delle due aree) con taglio verso l'alto.
Ha 4 o 5 canne di cui 4 a cameratura è a forma cilindro-conica e con padiglioni a campana.
Le canne di canto sono della stessa lunghezza.
Ci sono tre canne di bordone in dominante. La quinta canna quando presente costituisce il bordone maggiore ( in dialetto calabrese: zumbecu).
Le canne melodiche sono suddivise in due parti:fustu e campana hanno lunghezza uguale con le campane semichiuse con 4 fori per le dita e 1 o 2 per sfogo
L'uso di un'ancia semplice la avvicina alla zampogna a moderna mentre la forma del bordone maggiore la avvicina alla zampogna a chiave. Con la Surdulina infine l'accomuna l'adozione di diverse ance.
Nella subregione delle serre calabresi la zampogna a paru era la zampogna in uso tradizionale e denominata terzalora fino agli anni '20 del XIX secolo quando venne gradualmente affiancata dalla più nuova zampogna a chiave e chiamate successivamente "ad usu anticu" (di antico uso).
| Nome della canna                    | tipologia              | dimensioni      |
| ----------------------------------- | ---------------------- | --------------- |
| i due primi o u paru o sei e quarta | Le due canne melodiche | da 340 a 495 mm |
| Zumbeco o Zumbacu o Tierzu          | bordone maggiore       | da 340 a 505 mm |
| Tierzu o Quartu                     | bordone medio          | da 240 a 375 mm |
| Cardillo o Fischietto               | bordone minore         | da 90 a 152 mm  |

## Terzalora
La Terzarola è uno sviluppo della zampogna a paru realizzatosi nell'area delle Serre calabresi. É accordato solo con ance doppie e ha camerature semiconiche.
La mancanza di un bordone in dominante bassa è sostituito da due bordoni medi chiamati "tierzi" da cui potrebbe derivare il nome Terzarola o Terzaruola.

## Tipologie
Esistono due tipologie di zampogne a paru:
- gridazzare o stifette: sono le zampogne a paru di misura più piccole
- grandi